# Roger Marche
Roger Marche, född 5 mars 1924 i Villers-Semeuse, död 1 november 1997 i Charleville-Mézières, var en fransk fotbollsspelare. Under sin karriär spelade han för Reims med vilka han vann två ligatitlar med, samt RC Paris. Han gjorde även 63 landskamper för Frankrikes landslag och var med när Frankrike tog VM-brons 1958. Marche var den spelaren med flest matcher för landslaget fram till 1983 då Marius Trésor spelade sin 64:e landskamp.

## Meriter
Reims
- Ligue 1: 1949, 1953
- Coupe de France: 1950
- Franska supercupen: 1949

Frankrike
- VM-brons: 1958